# DevOps
DevOps er en metode inden for softwareudvikling og IT-drift, hvor udviklings- og driftsfunktioner integreres i én samlet proces med henblik på at forbedre samarbejdet, reducere fejl og accelerere leverancen af software. Betegnelsen er en sammentrækning af Development (udvikling) og Operations (drift) og opstod omkring 2008 i kølvandet på agile bevægelser og systemadministrationstraditioner, bl.a. inspireret af Patrick Debois og John Allspaw.[^1][^2]
DevOps binder alle faser i softwarelivscyklussen sammen – fra idé og planlægning, over udvikling, test og udrulning (deployment), til driftstart og løbende overvågning. I stedet for at betragte disse som adskilte faser, arbejder DevOps med en kontinuerlig proces, hvor teams samarbejder på tværs af roller og ansvar for at sikre hurtige iterationer og høj systemstabilitet.
En central del af DevOps er automatisering – herunder versionsstyring, automatiserede tests, og CI/CD-pipelines (Continuous Integration/Continuous Deployment), der muliggør hyppige og sikre opdateringer af software uden driftsforstyrrelser.[^3] Desuden lægges der vægt på omfattende overvågning og logning, som sikrer, at fejl og performanceproblemer identificeres og løses proaktivt.
DevOps anvendes i stigende grad i både private og offentlige organisationer og betragtes i dag som en af de mest anerkendte metoder til at understøtte agil udvikling og sikre høj oppetid i driftsmiljøer.[^4]

#### Kundens rolle og samarbejdsværktøjer
I en DevOps-baseret udviklingsmodel spiller kunden en mere aktiv og kontinuerlig rolle end i traditionelle projektmodeller. Kunden bidrager løbende med input, prioriteringer, forretningsmæssig forståelse og feedback – ikke kun i starten af projektet, men gennem hele forløbet, også efter første version er i drift. Denne tætte involvering muliggør hurtig tilpasning til ændrede behov og sikrer, at løsningen løbende afspejler forretningens krav og virkelighed.
For at understøtte denne rolle kræves det, at IT-leverandøren stiller gennemsigtige og tilgængelige samarbejdsværktøjer til rådighed – eksempelvis opgavestyring, testmiljøer og visuelle statusoversigter. Derudover forudsætter det en organisationskultur hos leverandøren, hvor udvikling, support og driftsfunktioner arbejder tæt sammen og har fokus på kommunikation, tilgængelighed og korte beslutningsveje. Kunden er således ikke blot modtager af en færdig løsning, men en aktiv deltager i en løbende, iterativ udviklings- og driftsproces.

#### Krav til IT virksomhedens kompetencer
For at kunne arbejde effektivt med DevOps stilles der betydelige krav til IT-virksomhedens interne organisering, kultur og tekniske infrastruktur. Først og fremmest kræver det, at udvikling, drift, support og test ikke er adskilte siloer, men samarbejder tæt som ét samlet team. Det forudsætter tværfaglige kompetencer og en kultur, hvor hurtig feedback, fælles ansvar og løbende forbedringer er en del af det daglige arbejde.
Desuden er teknisk understøttelse afgørende: IT-virksomheden skal have værktøjer til versionsstyring, automatiseret test og deployment (CI/CD), samt overvågning og logning, der giver indsigt i systemets tilstand i realtid. Disse værktøjer skal være integreret og tilgængelige for hele teamet – og ofte også for kunden. Endelig kræver DevOps en ledelsesmæssig forståelse for iterative arbejdsformer og fleksible prioriteringer, hvor læring og tilpasning vægtes højere end faste specifikationer.